# Бойд, Эдди
Эдвард Рилли Бойд (англ. Edward Rilley Boyd; 25 ноября 1914, США, Миссисипи — 13 июля 1994, Финляндия, Хельсинки) — американский блюзовый музыкант, пианист.
Родился на плантации Стовалл рядом с Кларксдейлом, Миссисипи. Бойд переехал в Мемфис, штат Теннесси, в 1936 году, где начал играть на фортепиано и гитаре со своей группой Dixie Rhythm Boys. Бойд последовал за другими чернокожими во время так называемой Великой миграции (миграции чернокожих американцев с Юга в северные штаты, имевшей место в основном в 1940-х — 1970-х годах) на север, в 1941 году начав работать на заводе в Чикаго.
Он написал и записал композиции Five Long Years (1952), 24 Hours (1953) и Third Degree (написана в соавторстве с Вилли Диксоном, также в 1953 году). В 1965 году он совершил поездку по Европе с группой  Buddy Guy в рамках американского фестиваля фолк-блюза. Позже гастролировал и записывал музыку с группами Fleetwood Mac и John Mayall and Blusbreykars.
Страдая из-за расовой дискриминации в Соединённых Штатах, он был вынужден эмигрировать сначала в Бельгию, где записывал песни с голландской группой Cuby and the Blizzards. В 1970 году обосновался в Хельсинки, Финляндия, где записал десять композиций, первой из которых стала Praise to Helsinki (1970). В 1977 году женился на женщине по имени Лейла. Его последний блюзовый концерт состоялся в 1984 году, позже он записывал только музыку в стиле госпел.
Бойд умер в 1994 году в Хельсинки, Финляндия, за несколько месяцев до выпуска Эриком Клэптоном весьма успешного блюзового альбома From the Cradle, в который были включены кавер-версии композиций Бойда Five Long Years и Third Degree.